# Reichsratswahl 1867

Reichsteile und Kronländer der Österreichisch-Ungarischen Monarchie:
Cisleithanien
Transleithanien
Bosnien und Herzegowina (erst 1878 von Österreich-Ungarn verwaltet)

Die Reichsratswahl 1867 war die erste Reichsratswahl in Cisleithanien nach Ausscheiden Ungarns aus dem österreichischen Staat. Die österreichische Reichshälfte erhielt eine neue Verfassung, wiederum in Gestalt mehrerer Einzelgesetze (sogenannte Dezemberverfassung vom 21. Dezember 1867). Das Staatsgrundgesetz über die Reichsvertretung in der Fassung von 1861 wurde in die neuen Grundgesetze übernommen, bezog sich aber nicht mehr auf die Länder der ungarischen Krone und das verlorene Lombardo-Venetien.

## Wahlsystem
Die Mandatare wurden von den Landtagen der im Reichsrate vertretenen Königreiche und Länder gewählt. Die Abgeordnetenzahl war mit 203 festgelegt; davon entfielen 54 auf Böhmen, 38 auf Galizien, Lodomerien und Krakau, 22 auf Mähren und 18 auf Österreich unter der Enns.